# ۲٬۲-دی‌پیریدیل‌دی‌سولفاید
۲،۲-دی‌پیریدیل‌دی‌سولفاید (به انگلیسی: 2,2'-Dipyridyldisulfide) یک ترکیب شیمیایی است. 